# Еналей Енмаметев
Еналей Енмаметев (Елмаметев, Еммаметев) (тат. Җангали Җанмөхәммәт улы) (ум. 1616, Казань) — служилый татарин Арской дороги Казанского уезда. Предводитель Еналеевского восстания 1615—1616 годов.

## Биография
Согласно Писцовым книгам 1602—1603 гг., был крупным помещиком, с окладом 7 рублей, владел кабаком, 155 четвертями пашенной земли, 400 копнами сена, 15 десятинами леса. Его помещиков двор находился в деревне, «что была пустошь Урмат»(ныне село Татарский Урмат Высокогорского района Татарстана), имел 5 сыновей, с ним также жили два брата.

В 1615—1616 гг. возглавлял крупное восстание ясачных и служилых татар в Казанском уезде, известное как «Еналеевское восстание». В некоторых документах это восстание еще называли «татарской войной» или «Еналеевщиной».

Выступление раскинулось по всей территории Казанского уезда — от Казани до Пермского края. Восставшие осаждали город Казань и его пригороды, а другая их часть дошла до Сарапула и Осинского острога. В конечном итоге, бунт был подавлен воинской командой под руководством князей В. Т. Долгоруковa и С.П. Гагарина, а в Пермском крае повстанцев отбили войска, снаряженные промышленниками Строгановыми. Сам предводитель был схвачен Емеем Хозяшевым, запытан и казнён в Казани в 1616 г.

## Дети
Были схвачены сыновья Еналея — Урекей, Ижбулат и Битуган (Айтуган), они участвовали в восстании вместе с отцом. Их вывезли из Казани в Москву и сослали в Великий Новгород.

## Интересные факты
В анонимном памятнике татарской литературы конца XVII в. «Дафтар-и Чингиз-наме», где повествуется о событиях со времен Чингисхана до конца XVII века, есть упоминание Еналея Енмаметева: «в 1024-м году, в год зайца воевал Джан-Али».